# Dicranoloma subenerve
Dicranoloma subenerve är en bladmossart som beskrevs av Theodor Carl Karl Julius Herzog 1925. Dicranoloma subenerve ingår i släktet Dicranoloma och familjen Dicranaceae. Inga underarter finns listade i Catalogue of Life.